# Köken
Köken (türk. für „Herkunft“, „Wurzel“) ist ein türkischer männlicher Vorname und Familienname.

## Namensträger

### Familienname
- Ali Köken (* 1967), türkischer Puppenspieler und Dichter
- Uğur Köken (* 1937), türkischer Fußballspieler